# Parafia Narodzenia św. Jana Chrzciciela w Poizdowie
Parafia Narodzenia św. Jana Chrzciciela – parafia rzymskokatolicka w Poizdowie.
Parafia erygowana w 1988 roku. Obecny kościół został wybudowany w latach 1985–1987 przez ks. Mariana Podstawkę, kościół wybudowano w stylu nowoczesnym.
Terytorium parafii obejmuje miejscowości należące do gminy Kock: Poizdów, Poizdów-Kolonię i Zakalew oraz gminy Jeziorzany: Krępę, Skarbiciesz  i Stoczek.